# Paul Schmidt (Baptist)
Paul Schmidt (* 13. Oktober 1888 in Kalkofen bei Hohensaaten; † 28. Januar 1970 in Bergisch Gladbach) war ein führender baptistischer Geistlicher und ein deutscher Politiker (CSVD).

## Leben und Wirken
Paul Schmidt entstammte einer kinderreichen Landarbeiterfamilie, die „hart um ihre wirtschaftliche Existenz ringen musste“. Vater und Mutter gehörten zur Baptistengemeinde Eberswalde, ihre sieben Kinder besuchten die baptistische Sonntagsschule. Aufgrund der schwachen Einkommensverhältnisse der Familie konnte Schmidt keine höhere Schulausbildung absolvieren. Nach dem Besuch der Volksschule zog er nach Berlin, um dort mit einer kaufmännischen Lehre zu beginnen. Zuvor hatte er sich als 15-Jähriger in der Gemeinde seiner Eltern taufen lassen. Seine geistliche Heimat fand Schmidt in der Berlin-Charlottenburger Baptistengemeinde, die mit ihrer familiären Gemeinschaft „für den jungen, alleinstehenden Schmidt eine bedeutende Hilfe zur Integration in das für ihn fremde Großstadtmilieu“ darstellte. Paul Schmidt engagierte sich als Jugendlicher in den verschiedenen Zweigen der Gemeindearbeit und entschied sich als 21-Jähriger für eine Ausbildung zum Baptistenpastor. Von 1911 bis zum Ausbruch des Ersten Weltkrieges studierte er am Predigerseminar der Baptisten in Hamburg-Horn. Bedingt durch einen vierjährigen Kriegseinsatz konnte er erst 1919 sein Theologiestudium absolvieren. Nach seiner Hochzeit mit Maria Weerts, Tochter des leitenden Baptistenpastors Bernhard Weerts, übernahm Schmidt bis 1924 das Pastorenamt der Baptistengemeinde Breslau und nahm anschließend eine Berufung der Zürcher Baptistengemeinde an. Während seiner Zeit in Zürich studierte er als Gasthörer der Universität Zürich sechs Semester Philosophie und Theologie. Dabei entwickelte sich ein enges Verhältnis zum Kirchenhistoriker Walther Köhler, mit dem ihn eine langjährige Freundschaft verband. Neben seiner Zürcher Gemeindetätigkeit war Schmidt auch Schriftleiter der baptistischen Jugendzeitschrift Jungbrunnen.

### Politisches Engagement
Politisch engagierte Schmidt sich in der Weimarer Republik im Christlich-Sozialen Volksdienst, zu dem er durch politisch interessierte Kasseler Baptisten gestoßen war. Zeitweise war er dessen  3. Reichsführer. Bei der Reichstagswahl von 1930 gewann die Partei besonders viele Stimmen in Gebieten, welche durch eine starke pietistische oder freikirchliche Tradition geprägt waren. Dazu gehörten die ländlichen Teile Ostpreußens und Ostwestfalens, Württemberg, Baden, Hessen-Nassau, das Siegerland und Wittgenstein, die Grafschaft Bentheim, das westliche Ostfriesland sowie die Region um Düsseldorf. Unter den 14 Abgeordneten, mit denen der CSVD im Reichstag vertreten war, war von September 1930 bis Juli 1932 auch Paul Schmidt. Dort vertrat er den Wahlkreis 19 (Hessen-Nassau). Schmidts politisches Engagement wurde von der damaligen Leitung des deutschen Baptistenbundes kritisch gesehen. Man „wollte nicht mit dem CSVD identifiziert werden und fürchtete eine ungute Verbindung von Christen mit der Welt der Politik.“ Die Gründe, die Schmidt nach 1932 zu einem Rückzug aus der Politik bewogen, sind unbekannt. Zimmermann vermutet sie in der beruflichen „Doppelbelastung“ als Schriftleiter und Reichstagsabgeordneter.

### Schriftleiter des Oncken-Verlages
1930 berief ihn der deutsche Baptistenbund in die Zentrale des Oncken-Verlages nach Kassel, dessen Leitung er als Nachfolger Albert Hoefs 1930 übernahm. Dem Nationalsozialismus stand er als Schriftleiter zunächst kritisch gegenüber. So schrieb er zum Beispiel 1932 im Wahrheitszeugen, dem offiziellen Organ des deutschen Baptistenbundes: „Links von der Gemeinde formiert sich die Front blanker und brutaler Gottlosigkeit, rechts von ihr bahnt sich eine Vergötzung des Staates an, eine Verherrlichung der Rasse und des Blutes. Will links die Vernichtung des Christentums, so will rechts seine Durchdringung und Unterordnung. Beides ist für die Gemeinde lebensgefährlich.“ Kurz nach der Machtübernahme rief Schmidt im Wahrheitszeugen zur Fürbitte für die nationalsozialistische Regierung auf: „Wir aber beten auch für diese Regierung und wünschen ihr ehrlich Erfolg zum Wohle unseres Volkes.“ Er begründete diesen Aufruf mit der Geschichtsmächtigkeit Gottes, der immer wieder – zum Heil oder zum Gericht – eingreift. Ob die NS-Regierung „eine Periode des Volksheils“ bringen wird, müsse allerdings gegenwärtig noch offenbleiben, aber „das werden wir bald erleben“. Zum Abschluss dieses Aufrufs heißt es dann aber noch kritisch: „Freilich wissen wir, dass auch diese Herren kein Wasser in Wein verwandeln können.“ Am Ende des Jahres 1933 und seinen folgenreichen politischen Umwälzungen aber begrüßte Schmidt ausdrücklich die NS-Regierung und hob ihre Maßnahmen gegen den Bolschewismus, die moralische Verwilderung breiter Bevölkerungsschichten und die Arbeitslosigkeit lobend hervor.

### Bundesdirektor des baptistischen Gemeindebundes
1935 wurde Paul Schmidt als Nachfolger von Otto Nehring zum Bundesdirektor der Geschäftsstelle des baptistischen Gemeindebundes berufen. Sitz der Geschäftsstelle war damals Berlin. Zu den Aufgabenfeldern eines Bundesdirektors gehörten neben der Haushalts- und Vermögensverwaltung sowie der Planung und Durchführung übergemeindlicher Missionsarbeit die Vertretung des Baptistenbundes in öffentlich-rechtlichen Angelegenheiten. Schmidts Amtszeit währte bis 1959. Die politischen Umwälzungen dieser Periode hinterließen auch im deutschen Baptismus ihre tiefen Spuren, die zum Teil auch heute noch sichtbar sind. Dabei – so Andrea Strübind – „gehörte [er] durch sein politisches Engagement und weites Interessenspektrum zu den wenigen Baptisten, die über den konfessionell vorgegebenen Rahmen hinaus auch im gesellschaftlichen und volkskirchlichen Bereich kompetent waren“.
Im Fokus der Forschungen zur Zeit des Bundesdirektorats von Paul Schmidt stehen vor allem die ersten zehn Jahre seines Dienstes. Die Auseinandersetzungen wegen seines Anpassungskurses im NS-Staat werden in der Baptismus-Dokumentation Band 4 dokumentiert: Der Streit über den Weg der Baptisten im Nationalsozialismus. Jacob Köbberlings Auseinandersetzung mit Paul Schmidt zu Oxford 1937 und Velbert 1946, Elstal/Norderstedt 2014.

### Vorstand der Vereinigung Evangelischer Freikirchen
Von 1929 bis 1954 war Schmidt Vorstandsmitglied der Vereinigung Evangelischer Freikirchen.

### Vorstand der Deutschen Evangelischen Allianz
Von 1958 bis 1967 war Schmidt Vorsitzender der Deutschen Evangelischen Allianz. Während dieser Zeit beteiligte er sich an der Gründung der Europäischen Baptisten Missionsgesellschaft, als deren Generalsekretär er von 1954 bis 1958 amtierte. Ferner war er Präsidiumsmitglied der Europäischen Evangelischen Allianz, deren Vorsitz er von 1961 bis 1967 innehatte. Außerdem engagierte er sich in der Zeltmission, der Neuland- und Weltmission.

## Werke in Auswahl
- Die Stellung der Gemeinde zum Staatsleben der Gegenwart, 1930
- Die Freikirchen im deutschen Lebensraum, Ihr Werden und Wachsen, in: Der Gärtner 1934, 427 f.
- Der Nationalismus, in: Fünfter Baptisten-Welt-Kongreß, Berlin 1934, Deutscher Bericht, 1934, 204–210
- Liberalism, Collectivism and the Baptists, in: Sixth World Congress – Atlanta 1939, 1939, 203–206
- Die sein Wort gerne annahmen, ließen sich taufen und wurden hinzugetan, in: Die Christusgemeinde nach der Schrift, 1957, 15–23
- Unser Weg als Bund Evangelisch-Freikirchlicher Gemeinden in den Jahren 1941-46, Stuttgart 1946. Wieder abgedruckt in: Baptismus-Dokumentation Band 4: Der Streit über den Weg der Baptisten im Nationalsozialismus, Oncken-Archiv Elstal 2014, 63–78
- Die Geltung der Basis der Evangelischen Allianz für die Praxis heute, o. J.(1963)